# Fredrik Herman Didron
Fredrik Herman Didron, född 7 december 1817 i på Hallkved i Funbo socken, död 30 oktober 1886 i Stockholm, var en svensk sjöofficer.

## Biografi
Fredrik Herman Didron var son till bruksägaren och assessorn Johan Herman Didron i adelsätten Didron. Han blev extrakadett 1833, inmönstrade 1835 som andre styrman på kofferdifartyget Johanna under en fem månaders resa till Portugal och var samma år extrakadett på ångfartyget Oden under dess sommarexpedition samma år. Efter sjöofficersexamen 1836 deltog han 1837–1838 som gradpassagerare på korvetten Najaden under dess långtur till Medelhavet och blev under expeditionen sekundlöjtnant vid flottan. Efter återkomsten var han 1839 kommenderad officer på Najaden i Östersjön och Bottniska viken och åter i Medelhavet 1840–1841 och blev under ett uppehåll på Malta överflyttad till fregatten af Chapman. 1842 var han kommenderad officer på exercisskeppet Manligheten, då en svår explosionsolycka inträffade under en övning, varvid tre personer omkom och elva skadades, däribland Didron. Han fick flera järnflisor i bröstet och benen och blev aldrig så återställd, att han utan problem kunde göra tjänst till sjöss, och valde i stället specialisera sig som artilleritekniker. Efter att ha utnämnts till premiärlöjtnant 1845 genomgick han Falu bergsskola 1847–1849 och verkade därefter som kontroll- och besiktningsofficer vid kanon- och projektilleveranser, tillverkning av ankarkättingar med mera. Under perioden 1849–1872 deltog han även i åtskilliga skjutförsök bland annat provbeskjutningar mot olika pansarmaterial vid Karlsborgs fästning 1863, provskjutning med den av Christian Engström konstruerade bakladdningskanonen 1866, studier av olika bakladdningssystem 1868 och försök med grova kanoner mot pansarmål 1869. Åren 1851–1852 reste han i Norge för att studera kättingtillverkningen. Didron befordrades 1854 till kaptenlöjtnant och 1858 till kapten. Under 1858 företog han även studieresor vid olika kanongjuterier i Storbritannien, Frankrike och Belgien.
Efter att tidigare varit placerad till tjänstgöring vid Karlskrona örlogsstation förflyttades Didron 1860 till Stockholm. År 1866 överfördes han till flottans reservstat och befordrades till kommendörkapten och blev 1872 kommendör inom samma stat. Han verkade även som kanonkonstruktör och utförde ritningar till ångfregatten Vanadis bestyckning 1859 och ångkorvetten Balders räfflade bakladdningskanoner efter franska marinens system 1868-1869. Efter sitt överförande till reservstaten fick Didron tid över till annat och engagerade sig även inom kommunalpolitiken. Han var statsrevisor 1879–1886 och statsrevisionens ordförande 1880–1884. Åren 1880–1884 var han stadsfullmäktig i Stockholm och även kyrkorådsledamot i Ladugårdslandet, samt inspektör för båtsmanshållets östra distrikt 1880–1885. Vid gaturegleringen av Ladugårdslandet 1877 erhöll gatan där hans fastighet var belägen namnet Kommendörsgatan efter Didron.
Didron blev ledamot av Krigsvetenskapsakademien 1866 och riddare av Svärdsorden 1861 (kommendör av 1:a klass 1881).